# 基輔戰役 (1941年)
基輔戰役是第二次世界大戰巴巴羅薩作戰期間發生在烏克蘭蘇維埃社會主義共和國的一場大型包圍戰；今天它被認為是歷史上最大規模的包圍戰。蘇聯方面稱之為基輔防禦戰役（Киевская оборонительная операция）。
幾乎整個蘇聯紅軍的西南方面軍被德軍包圍，共有66.5萬名蘇軍被俘虜，德軍在基輔的包圍圈未嚴密封鎖，小股蘇軍在德軍緊閉包圍圈後突破包圍逃脫，包括謝苗·布瓊尼元帥、謝苗·康斯坦丁諾維奇·鐵木辛哥元帥及政治委員赫鲁晓夫，本戰役為蘇軍前所未有的大敗，超過了在6月至7月間在明斯克的災難，9月1日，西南方面軍有75.2萬至76萬人（85萬人包括後備及後方服務部隊）、3,923門火炮及迫擊砲、114輛坦克及167架飛機，被包圍的包括45.27萬人、2,642門火炮及迫擊砲和64輛坦克，10月2日，有15,000人從包圍圈突圍，西南方面軍共付出700,544人傷亡，包括616,304人在長達1個月的戰役中陣亡、被俘或失蹤，結果蘇聯4個集团军（第5軍、第37軍、第26軍及第21軍）共43個師被消滅，第40集团軍被嚴重削弱，與之前的西方面軍相似，西南方面軍需要重建。

## 背景

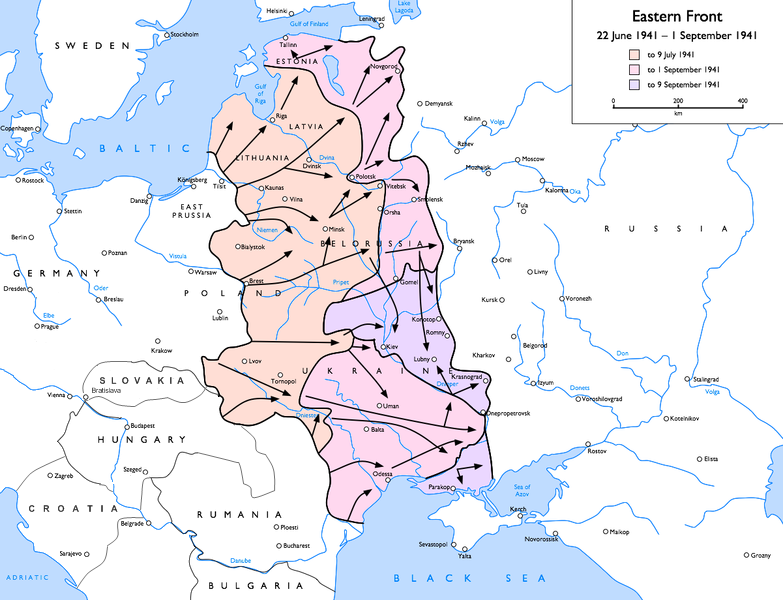
1941年基輔會戰時蘇德戰爭形勢圖

德軍在巴巴羅薩行動開始行動後，在北部及中部戰線獲得了巨大的成功，只是在南方留下一個巨大的突出部，在這裡有一支龐大的蘇軍，包括幾乎整個西南方面軍，在烏曼戰役中雖然取得很重大的勝利，但大部份蘇軍在謝苗·布瓊尼的指揮下仍然留在基輔一帶，由於大部份裝甲力量已在烏曼戰役中被消滅，他們因此缺乏裝甲及機動力量。雖然這是當時蘇軍在東線最龐大的一支部隊，他們卻無法再威脅德軍的進攻。
8月底德国国防军陆军总司令部面臨抉擇，該向莫斯科繼續進攻或是消滅南方的蘇軍，由於南方集團軍沒有足夠力量包圍及消滅蘇軍，中央集團軍需要提供支援以完成任務，經過爭論後，德國第2裝甲軍團及德國第2軍團從中央集團軍轉屬南方集團軍及向南推進，在基輔以東與南方集團軍進攻部隊會合。

## 戰役
裝甲部隊快速進攻以完成包圍，這令布瓊尼措手不及，他因此在9月13日被約瑟夫·史達林撤去西南方面军司令员的职务，沒有人繼任指揮，各軍及師的指揮官各自為戰，9月16日，保羅·路德維希·埃瓦爾德·馮·克萊斯特的第1裝甲集團與海因茨·古德里安的第24裝甲軍在基輔以東120公里的羅克費特沙會師以完成包圍。
之後被包圍蘇軍的命運已被註定，對俄國人來說，包圍圈的範圍難以置信，由於沒有摩托化兵力或軍事天才的領導，他們不可能突破包圍，南方集團軍的德國第17軍團及德國第6軍團與中央集團軍的第2軍團在裝甲部隊的支援下不斷縮小包圍圈，被包圍的蘇軍沒有輕易放棄基輔，在一場殘酷的戰役中蘇軍士兵被德軍火炮、坦克及飛機消滅，最後進攻10天後的9月26日，最後1支蘇軍在基輔以東投降，德軍宣稱俘獲60萬名蘇軍士兵，阿道夫·希特勒說這是歷史上最大的戰役。

## 戰役之後

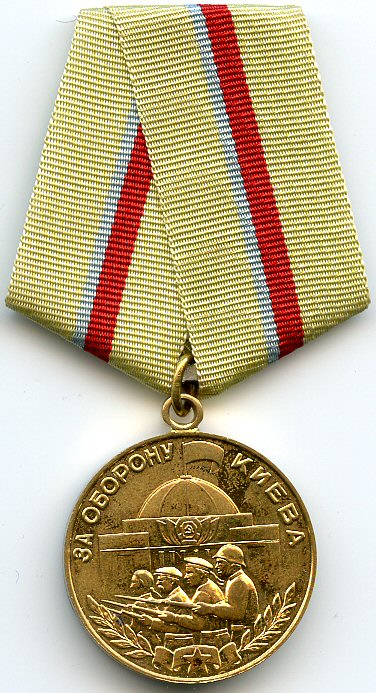
1961年6月21日，共有107,540名蘇聯退役士兵因防衛基輔而被頒發保衛基輔獎章

基輔戰役後蘇軍已經沒有更多後備力量來防衛莫斯科，蘇聯政府調動83個師共80萬人，但只有其中25個師是有足夠裝備，而且缺乏裝甲部隊及戰機，德國方面他們有70個師共200萬人，接近33%是機械化的，這是在戰爭中最高的比例，進攻莫斯科的颱風作戰在10月2日開始。
由於在基輔的巨大勝利，在南方的巨大阻礙已經清除，南方集團軍繼續向頓巴斯進攻，在南方戰區的目的已完全達到，不過向莫斯科的進攻被推遲了4個星期，這在之後的莫斯科戰役中已被証明，雖然在戰術上取得成功，但基輔戰役只能小規模增強德國在戰略上的優勢，因為其主要目的，戰爭的決定性勝利沒有達到。
當蘇軍付出巨大的損失時，他們爭取了時間防守莫斯科，為同盟國取得第二次世界大戰的勝利作出了貢獻。
而且蘇聯在這次及其他包圍戰中得到了教訓，在之後的莫斯科戰役中，他們避免被德軍包圍，之後在史達林格勒戰役中，他們更反而包圍了德軍。

### 引用
1. ↑  .   [9 August 2014]. （原始内容存档于25 October 2012）.
2. ↑  The Devil's Disciples: Hitler's Inner Circle, Anthony Read, pg. 731
3. ↑  Erickson, The Road to Stalingrad, 1975
4. ↑  《第二次世界大战中最大的包围战：基辅会战》 （页面存档备份，存于），搜狐军事专题，于2008年2月5日查阅。

### 书籍
- John Erickson. The Road to Stalingrad

## 延伸閱讀
- Clark, Alan (1965), Barbarossa, William Morrow and Company
- Erickson, John (1975), The Road to Stalingrad
- Glantz, David M. & House, Jonathan (1995), When Titans Clashed: How the Red Army Stopped Hitler, Lawrence, Kansas: University Press of Kansas, ISBN 0-7006-0899-0
- Mellenthin, F.W. (1956), Panzer Battles, Konecky and Konecky
- Stahel, David (2012), Kiev 1941: Hitler's Battle for Supremacy in the East, Cambridge University Press, ISBN 978-1-107-01459-6